# Ketupa
Genre
Le genre Ketupa regroupe des rapaces nocturnes africains et asiatiques appartenant à la famille des Strigidae.

## Liste des espèces
D'après la classification de référence (version 14.1, 2024) de l'Union internationale des ornithologues, il y a 12 espèces du genre Ketupa.
Liste des espèces par ordre philogénique :
- Ketupa poensis (Fraser, 1854 — Grand-duc à aigrettes ;
- Ketupa leucosticta (Hartlaub, 1855) — Grand-duc tacheté ;
- Ketupa lactea (Temminck, 1820) — Grand-duc de Verreaux ;
- Ketupa shelleyi (Sharpe & Ussher, 1872) — Grand-duc de Shelley ;
- Ketupa blakistoni (Seebohm, 1884) — Grand-duc de Blakiston ;
- Ketupa zeylonensis (Gmelin, JF, 1788) — Kétoupa brun ;
- Ketupa flavipes (Hodgson, 1836) — Kétoupa roux
- Ketupa ketupu (Horsfield, 1821) — Kétoupa malais
- Ketupa sumatrana (Raffles, 1822) — Grand-duc bruyant ;
- Ketupa nipalensis (Hodgson, 1836) — Grand-duc du Népal ;
- Ketupa coromanda (Latham, 1790) — Grand-duc de Coromandel ;
- Ketupa philippensis (Kaup, 1851) — Grand-duc des Philippines.